# Луцій Росцій Еліан Мецій Целер
Луцій Росцій Еліан Мецій Целер (лат. Lucius Roscius Aelianus Maecius Celer; ? — після 118) — військовий та державний діяч часів Римської імперії, консул-суффект 100 року.

## Життєпис
Походив з роду Росціїв. Син Марка Росція Целія, консула-суффекта 81 року. Розпочав військову кар'єру. У 87 році призначено військовим трибуном IX Іспанського легіону. Згодом командував у війні проти германського племені хаттів вексілларіями IX Іспанського легіону, був нагороджений табірним і стінним вінками, двома срібними прапорами та двома почесними списами.
За імператора Доміціана обіймав посади квестора, народного трибуна та претора. Відзначився у війнах цього імператора проти сарматів та даків. У 100 році став консулом-суффектом разом з Тиберієм Клавдієм Сацердосом Юліаном. З 116 до 118 року як проконсул керував провінцією Африка. Про подальшу долю немає відомостей.